# Alkoholisches Kali
Alkoholisches Kali bezeichnet in der Organischen Chemie als eigentlich antiquierter Ausdruck eine Lösung von Kaliumhydroxid in Ethanol. Lösungen in Methanol wurden/werden „Methylalkoholisches Kali“ oder „Methanolisches Kali“ genannt.

## Eigenschaften
Kaliumhydroxid löst sich in Methanol und Ethanol viel leichter als Natriumhydroxid und wird daher gegenüber diesem bevorzugt. In Methanol lösen sich bei 28 °C 40,3 Gramm pro 100 ml (7,19 Mol/Liter). Die Löslichkeit in Ethanol bei 28 °C beträgt 29,0 g/100 ml (5,17 Mol/Liter).
Die Lösungen leiten den elektrischen Strom, sind „leitfähig“. Dies beweist, dass das Kaliumhydroxid dissoziiert vorliegt; bei der Auflösung des festen Kaliumhydroxids werden die Kalium-Ionen durch Alkohol-Moleküle solvatisiert, und Hydroxid-Ionen freigesetzt. Letztere stehen mit dem Alkohol in einem Säure/Base-Gleichgewicht:
{\displaystyle \mathrm {KOH_{(fest)}+ROH\rightleftharpoons \ K_{(ROH)}^{\,+}+HO^{\,-}} }
{\displaystyle \mathrm {HO^{\,-}+ROH\rightleftharpoons \ H_{2}O+RO^{\,-}} }
Alkoholisches Kali enthält also sowohl Hydroxid- als auch Alkoxid-Ionen. Durch Zusatz von Wasser kann das Gleichgewicht verändert werden. Das käufliche 96-prozentige Ethanol enthält ohnehin 4 % Wasser. In der Praxis löst man festes KOH häufig in etwas Wasser auf (Vorsicht! Starke Erwärmung, Schutzbrille!), lässt erkalten und fügt dann die gewünschte Menge Alkohol zu.
Ethanolisches Kali färbt sich beim Stehen an der Luft durch Autoxidation bald gelblich, was beim methanolischen Kali nicht der Fall ist. Daher wird oft letzteres bevorzugt.

## Verwendung
Die stark basischen Lösungen sind wichtige Reagenzien in der Organischen Analyse und Synthese. Die im Gleichgewicht vorliegenden Alkoxid-Ionen sind Nukleophile. Daher wird alkoholisches Kali bei vielen nukleophilen Substitutionsreaktionen eingesetzt. Carbonsäureester werden „verseift“, d. h. in Kalium-carboxylat-Lösungen umgewandelt, wenn man sie mit mindestens 1 Äquivalent alkoholischem Kali stehen lässt oder erwärmt. Triglyceride werden so in Glycerin und Fettsäuren (als Kaliumsalze) zerlegt, was für ihre Analyse (Verseifungszahl) wichtig ist.